# Cololejeunea lichenyae
Cololejeunea lichenyae är en bladmossart som beskrevs av R.D.Porley, N.G.Hodgetts et M.Wigginton. Cololejeunea lichenyae ingår i släktet Cololejeunea och familjen Lejeuneaceae. Inga underarter finns listade i Catalogue of Life.